# Philus ophthalmicus
Philus ophthalmicus là một loài bọ cánh cứng trong họ Cerambycidae.